# Pristimantis bacchus
Espèce
Synonymes
- Eleutherodactylus bacchus Lynch, 1984

Statut de conservation UICN

 EN B1ab(iii) : En danger
Pristimantis bacchus est une espèce d'amphibiens de la famille des Craugastoridae.

## Répartition
Cette espèce est endémique du département de Santander en Colombie. Elle se rencontre entre 1 740 et 2 300 m d'altitude sur le versant Ouest de la cordillère Orientale.

## Publication originale
- Lynch, 1984 : New frogs (Leptodactylidae: Eleutherodactylus) from cloud forest of northern Cordillera Oriental, Colombia. Contributions in Biology and Geology, Milwaukee Public Museum, vol. 60, p. 1-19.